# Червона рута (пісня)
Червона рута — українська пісня, яка стала однією з найвідоміших українських пісень у світі. Автор — Володимир Івасюк
 — написав її в 1970 році під час навчання в Чернівецькому медичному інституті.

## Історія створення
У дитинстві юнак натрапив у батьковій бібліотеці на виданий 1906 року збірник коломийок, впорядкований Володимиром Гнатюком, в якому були рядки:
Ой ходила, говорила гільтайова мати,
Назбирала троєзілля мене чарувати,
Назбирала троєзілля червону рутоньку,
Та й схотіла зчарувати мене, сиротоньку.
У грудні 1968 року Марія Соколовська, яка разом з Володимиром у Чернівецькому медичному інституті була учасницею ансамблю «Трембіта» та камерного оркестру, першою побачила варіант вірша, який згодом став піснею «Червона Рута».
За іншими даними, 1969 року В. Івасюк відвідав Етнографічно-меморіальний музей Володимира Гнатюка (с. Велеснів), де натрапив на фольклорні матеріали Володимира Гнатюка, які використав для написання пісні «Червона рута». Згодом мандруючи гірськими гуцульськими селами, Володимир знайшов інші варіанти коломийки про червону руту та записав легенду про загадкове чар-зілля, яке постає в народних переказах символом вічного та чистого кохання.
13 вересня 1970 року на Театральній площі міста Чернівці у прямому ефірі телепрограми «Камертон доброго настрою» прозвучала прем'єра пісні, яку виконував дует: сам автор і Олена Кузнецова. Путівку в життя пісні дав ансамбль «Смерічка» Левка Дутковського (солісти Назарій Яремчук і Василь Зінкевич, звукорежисер Василь Стріхович). Пісню повторили через тиждень у програмі «Студентський меридіан», але вже у візуальному супроводі, який зняли в серпні в Косові.
У травні 1971 року журнал «Україна» опублікував вірш та ноти пісні, а також невелику розповідь про ансамбль «Смерічка».
Пісня дала назву першому українському музичному фільму «Червона рута», зйомки якого розпочалися на початку серпня в Яремчі. У ньому її виконував Василь Зінкевич.
У 1971 році «Червона рута» увійшла до двадцятки переможниць першої радянської «Пісні року», яких визначали за листами слухачів та глядачів. На сцені «Останкіно» її виконали Назарій Яремчук, Василь Зінкевич і Володимир Івасюк. Невдовзі після цього потрапила на перші місця популярності в багатьох країнах Східної Європи.

## Легенда про червону руту

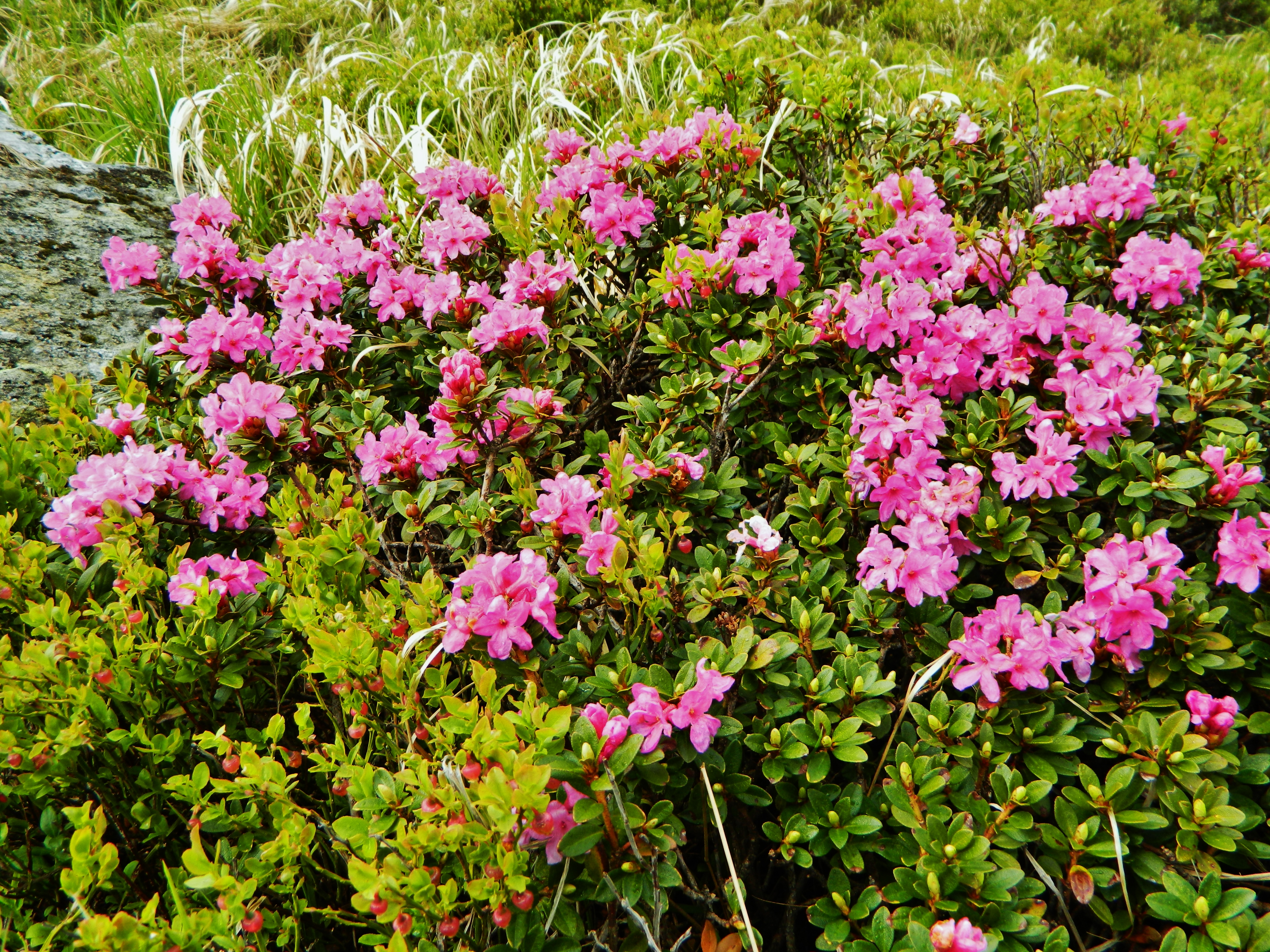
Рододендрон карпатський (Rhododendron myrtifolium) — легендарна червона рута

Червона рута пов'язана з українським святом Івана Купала. За переказами, в Карпатах росте цілюща рослина з червоними квітами, за допомогою якої можна привернути до себе кохану людину. Дівчина, яка її знайде і зірве, буде щаслива в коханні. На Гуцульщині та Буковині серед місцевої молоді — як хлопців, так і дівчат — побутують звичаї виходу в гори після того, як зійде сніг. Якраз у цей час — у травні-червні у високогір'ї масово розцвітає рододендрон карпатський, чудові рожеві квіти якого слугують підставою для численних романтичних легенд. Оскільки рододендрон карпатський на рівнинах природно не трапляється, а також враховуючи його лікарські властивості і красу, склалась уява про нього як про чудодійну та чаклунську рослину.
Існують і інші погляди на те, яка саме рослина відповідає червоній руті. Одні вважають її квіткою роду рутові, інші — квіткою рододендрона жовтого, яка нібито чудом раз на якийсь час цвіте червоним. 

## Текст пісні
Ти признайся мені,

Звідки в тебе ті чари,

Я без тебе всі дні

У полоні печалі.

Може, десь у лісах

Ти чар-зілля шукала,

Сонце-руту знайшла

І мене зчарувала?

Приспів:

Червону руту

Не шукай вечорами, -

Ти у мене єдина,

Тільки ти, повір.

Бо твоя врода -

То є чистая вода,

То є бистрая вода

З синіх гір.

Бачу я тебе в снах,

У дібровах зелених,

По забутих стежках

Ти приходиш до мене.

І не треба нести

Мені квітку надії,

Бо давно уже ти

Увійшла в мої мрії.

Приспів

## Відомі виконавці
- Володимир Івасюк
- Володимир Івасюк, Василь Зінкевич, Назарій Яремчук  [Архівовано 5 листопада 2014 у Wayback Machine.]
- Олена Кузнєцова,
- ВІА «Смерічка»,
- Софія Ротару  [Архівовано 22 травня 2015 у Wayback Machine.]
- Василь Зінкевич  [Архівовано 9 березня 2016 у Wayback Machine.]
- Назарій Яремчук  [Архівовано 20 червня 2015 у Wayback Machine.]
- Костянтин Огнєвий
- Ярослав Євдокимов
- ВІА «Корабели» (Віктор Андросов)
- Богдан Косопуд  [Архівовано 16 березня 2016 у Wayback Machine.]
- Дарка й Славко,
- Плач Єремії,
- «Но то цо» (гурт), Польща
- Януш Гнятковський, Польща
- Stepan Pasicznyk, Лондон, 2007.
- Ґолем, Нью-Йорк, 2015.
- Тото Кутуньйо
- Вахтанг Кікабідзе

### Флешмоб до 50-річчя пісні
20 травня 2020 в Україні стартував флешмоб до 50-річчя пісні під гештегом #Chervonaruta50challenge. Ініціатор флешмобу — керівник жіночого хору «Соломія» Вінницького педагогічного коледжу Назарій Давидовський.

## Цікаві факти
- Пісня «Червона рута» стала улюбленою для фанатів українського футболу. Її виконують перед і під час футбольних матчів національної збірної. Вона стала символом спочатку неофіційним, а в 2018 — офіційною візиткою збірної[16].
- Понад 5200 виконавців заспівали пісню Володимира Івасюка «Червона рута» на центральній площі Сєвєродонецька. Рекорд встановили в рамках фестивалю «Ти у мене єдина» 23 серпня 2021 року о 21:30.[17][18]